# Radio Nacional de la República Árabe Saharaui Democrática
La Radio Nacional de la República Árabe Saharaui Democrática (en árabe: الاذاعة الوطنية للجمهورية العربية الصحراوية الديمقراطية) es la emisora de radio estatal de la República Árabe Saharaui Democrática (RASD). Su eslogan es «Ésta es la Radio Nacional de la República Árabe Saharaui Democrática», en árabe «Al-Idhaat al-Wataniyah li-Jumhuriyah al-Arabiyah al-Sahrawiyah al-Dimokratiyah».

## Antecedentes y establecimiento
La Radio Nacional de la RASD empezó a emitir el 28 de diciembre de 1975, poco después del inicio de la guerra del Sahara Occidental. Anteriormente, algunas emisiones se habían hecho de las estaciones de radio de apoyo en Argel y Trípoli, como La Voz del Sáhara Libre. En los primeros meses de la estación y debido a la situación de guerra, las primeras transmisiones se hicieron desde camiones en movimiento, con una cobertura muy limitada. El-Uali Mustafa Sayyid proclamó la RASD a través de una emisión radiofónica el 27 de febrero de 1976, tras la decisión tomada por el Consejo Provisional Nacional Saharaui.
En 1977 se inauguraron los primeros estudios y archivos de la radio saharaui en los campamentos de refugiados saharauis en Tinduf, en la vecina Argelia, mientras que a finales de 1978 la potencia de la estación se elevó a 20 kW, transmitiendo a todo el Sáhara Occidental, Marruecos, Argelia y parte de Mauritania. En 1991 la estación se aumentó a 100 kW (la potencia actual), con una torre de transmisión de 120 metros. La radio comenzó a emitir a través de Internet en 2006.